# ビビ (歌手)
ビビ（朝: 비비、英: ViVi、1996年12月9日 - ）は香港出身の韓国の女性歌手。韓国のガールズグループ「Loossemble」のメンバーで、「今月の少女」及び同グループ内のユニット「今月の少女 1/3」の元メンバー。CTD ENM所属。本名はウォン・ガーヘイ（漢: 黃珈熙）。

## 来歴
1996年12月9日、香港に生まれる。
BIGBANGや2NE1のミュージックビデオを見て、K-POP歌手を志望した事をきっかけに、香港でファッションモデルとして活動しながらダンスレッスンを受けた。SNSキャスティングで現所属事務所の練習生となる。
約一年の練習生期間を経て2017年2月13日に『今月の少女』の五番目のメンバーとして公開され、3月13日、『今月の少女 1/3』のメンバーとしてミニ・アルバム『Love & Live』でユニットデビュー。4月17日に「ViVi」でソロデビュー。
2018年8月20日、『今月の少女』のメンバーとしてデビュー。  
2022年2月28日、他のメンバーらと共に新型コロナウイルスに感染。それに伴い、今月の少女として出演する予定であったQUEENDOM 2の一次競演の収録に参加せず、棄権することとなった。
2023年5月10日、元所属事務所との専属契約効力停止仮処分申請で勝訴判決が下され、Blockberry Creativeとの専属契約を終了。
6月12日、CTD ENMとの専属契約を締結。
9月15日、Loossembleのメンバーとして再デビュー。

## 人物・エピソード
身長は160cmで血液型はO型。別名はViian Wong。メンバーの中では最年長であり、唯一の外国人メンバーである。象徴物は薄ピンク、鹿、釜山、アンドロイド、ガーベラ。
事務所のオーディションには台湾の歌手であるジョリン・ツァイの楽曲を歌った。
練習生になる為渡韓したことに対し本人は「韓国語も分からないのに一人で上手くやっていけるか心配したし、沢山悩んだ。韓国に来たら生活スタイルがすごく変わることに対する好奇心もあった。」とインタビューで語っている。

## 作品

### 単独作品
| リリース日    | アルバム名 | 収録曲                                                                       |
| ------------- | ---------- | ---------------------------------------------------------------------------- |
| 2017年4月17日 | ViVi       | 1. Everyday I Love You (Feat. Haseul) 2. Everyday I Need You (Feat. Jinsoul) |

### 参加作品
| リリース年 | 収録アルバム  | 参加楽曲 | 備考                          |
| ---------- | ------------- | -------- | ----------------------------- |
| 2017年     | Love & Live   | 全曲     | - 所属ユニット1/3名義での参加 |
| 2017年     | Love & Evil   | 全曲     | - 所属ユニット1/3名義での参加 |
| 2017年     | The Carol 2.0 | 全曲     |                               |

## ソロシングル
ViVi (ビビ)は、今月の少女プロジェクトでヨジンの次に発表された五番目の少女であるビビのソロシングル。2017年4月17日にBlockBerry Creativeからリリースされ、Danalエンターテインメントから発売された。
アルバムジャケット等は釜山で撮影され、本アルバムの形態はソロバージョンと、ハスルとのツーショットバージョンの二種類存在する。

### 収録曲
1. Everyday I Love You
作詞：ノヌン・オリニ, ユン・ヨンミン, キム・ナムヨン
作曲編曲：ノヌン・オリニ, ユン・ヨンミン, キム・ナムヨン, メロディー工作所
2. Everyday I Need You
作詞、作曲、編曲：ノヌン・オリニ, ユン・ヨンミン, キム・ナムヨン

### 楽曲解説
Everyday I Love You 
ハスルとフィーチャリングしたタイトル曲。90年代スタイルを現代風に再解釈し、ビビ本人にしか出せない爽やかさを極大化した楽曲。カン・スジや、ハ・スビンの様な古典的な美少女の時代であった90年代のオリジナリティの様に、着飾らなくても爽やかなビビのスタイルをミュージック・ビデオや楽曲に反映させた。またミュージック・ビデオには今までに公開されたフィーチャリングしているハスルを含む4人のメンバーがゲスト出演している。
Everyday I Need You
当時まだ公開されていないメンバーであるジンソルとのフィーチャリング楽曲。タイトル曲のミディアムミックスバージョンでグルーピーなラップが特徴である。フィーチャリングしたジンソルはこの楽曲のミュージック・ビデオに数秒ゲスト出演している。